# Josep Maria Matas i Babon
Josep Maria Matas i Babon (Centelles, 9 de juny de 1963) és un polític català, diputat al Parlament de Catalunya en la V Legislatura.

## Biografia
De 1989 a 1999 fou director de sucursal del Banc de Sabadell. Afiliat sindicalment al Sindicat Independent de la Comarca d'Osona (SICO-UGT), el 1983 ingressà en la Joventut Nacionalista de Catalunya i en 1984 a CDC, partit del qual ha estat president comarcal a Osona en 1995. Elegit regidor de joventut de Centelles a les eleccions municipals espanyoles de 1983, ha col·laborat amb el consell comarcal d'Osona i amb el director general d'administració local.
En 2000 fou nomenat secretari general de l'Associació Catalana de Municipis, càrrec que va ocupar fins al a 2011, i en juliol de 2002 substituí en el seu escó el traspassat Joan Viñas i Bona, que havia estat elegit diputat a les eleccions al Parlament de Catalunya de 1999. No es presentà a la reelecció en 2003 i fou nomenat coordinador de la Diputació de Barcelona.
Durant aquests anys va fundar l'empresa Parés i Solé SL, amb la qual va facturar gairebé un milió d'euros a l'Associació Catalana de Municipis. L'abril de 2012 va dimitir del seu càrrec de coordinador de la diputació quan la Fiscalia Anticorrupció va posar en marxa una investigació per presumptes irregularitat en la seva gestió de l'ACM. Finalment, el febrer de 2013 el Jutjat d'Instrucció n. 17 de Barcelona el va imputar per un delicte de malversació de cabals públics. En juny de 2014 el fiscal anticorrupció demanà cinc anys de presó per desfalc.